# Spoorlijn Großheringen - Saalfeld
De spoorlijn Großheringen - Saalfeld ook wel Saalbahn genoemd, loopt geheel langs de Saale, is een Duitse spoorlijn als spoorlijn 6305 onder beheer van DB Netze.

## Geschiedenis
Het traject werd door de Saal-Unstrut-Eisenbahn-Gesellschaft tussen Großheringen en Straußfurt op 14 augustus 1874 geopend.
Het traject werd door de Saal-Eisenbahn-Gesellschaft tussen Straußfurt en Saalfeld op 30 april 1874 geopend.

## Treindiensten

### Deutsche Bahn
De Deutsche Bahn verzorgt het personenvervoer op dit traject met InterCityExpress, InterCity, RE en RB treinen.

## Aansluitingen
In de volgende plaatsen is of was er een aansluiting van de volgende spoorlijnen:

### Großheringen
- Thüringer Bahn, spoorlijn tussen Halle en Bebra
- Pfefferminzbahn, spoorlijn tussen von Straußfurt en Großheringen

### Camburg
Camburg (Saale)
- Zeitz - Camburg, spoorlijn tussen Zeitz en Camburg

### Postendorf
- Crossen - Porstendorf, spoorlijn tussen Porstendorf en Porstendorf

### Jenna
- Jenaer Nahverkehrsgesellschaft mbH, stadstram in en rond de stad Jenna

### Göschwitz
Göschwitz (Saale)
- Holzlandbahn, spoorlijn tussen Weimar en Gera

### Rothenstein
Rothenstein (Saale)
- aansluiting Awanst Schöps

### Orlamünde
- Orlamünde - Oppurg, spoorlijn tussen Orlamünde en Oppurg
- aansluiting REIMAHG

### Rudolstadt
- Rudolstadt - Bad Blankenburg, spoorlijn tussen Rudolstadt en Bad Blankenburg

### Saalfeld
Saalfeld (Saale)
- Arnstadt - Saalfeld, spoorlijn tussen Arnstadt en Saalfeld
- Leipzig - Saalfeld, spoorlijn tussen Leipzig en Saalfeld
- Frankenwaldbahn, spoorlijn tussen Hochstadt-Marktzeuln en Saalfeld

## Elektrische tractie
Het traject werd tussen 1935 en 1941 geëlektrificeerd met een spanning van 15.000 volt 16⅔ Hz wisselstroom.